# Taney
Taney est un hameau d'alpage de Suisse situé dans le canton du Valais, dans le massif du Chablais, au-dessus de Miex, sur la commune de Vouvry. 

## Description
Taney se trouve sous le Grammont et les Cornettes de Bise, au bord du lac de Taney, à 1 415 mètres d'altitude.
En 1798, Vouvry, Miex et Taney forment une commune.
Le site de Taney comporte des grottes et des abris sous roche où des fouilles ont livré des ossements d'ours des cavernes et des outils en pierre qui datent de la fin du Paléolithique moyen (Moustérien), indiquant que ce territoire est habité depuis au moins 35 000 ans.